# Einfamilien-Doppelhaus Müller/Seifert
Das Einfamilien-Doppelhaus für den Techniker Max Müller und den Schmelzer Bruno Seifert liegt in der Goethestraße 19/21 in der Gemarkung Radebeul der sächsischen Stadt Radebeul. Das mitsamt Einfriedung unter Denkmalschutz stehende Doppelwohnhaus wurde 1928 von dem Baumeister Otto Hörnig entworfen und von der Baufirma Moritz Philipp errichtet.

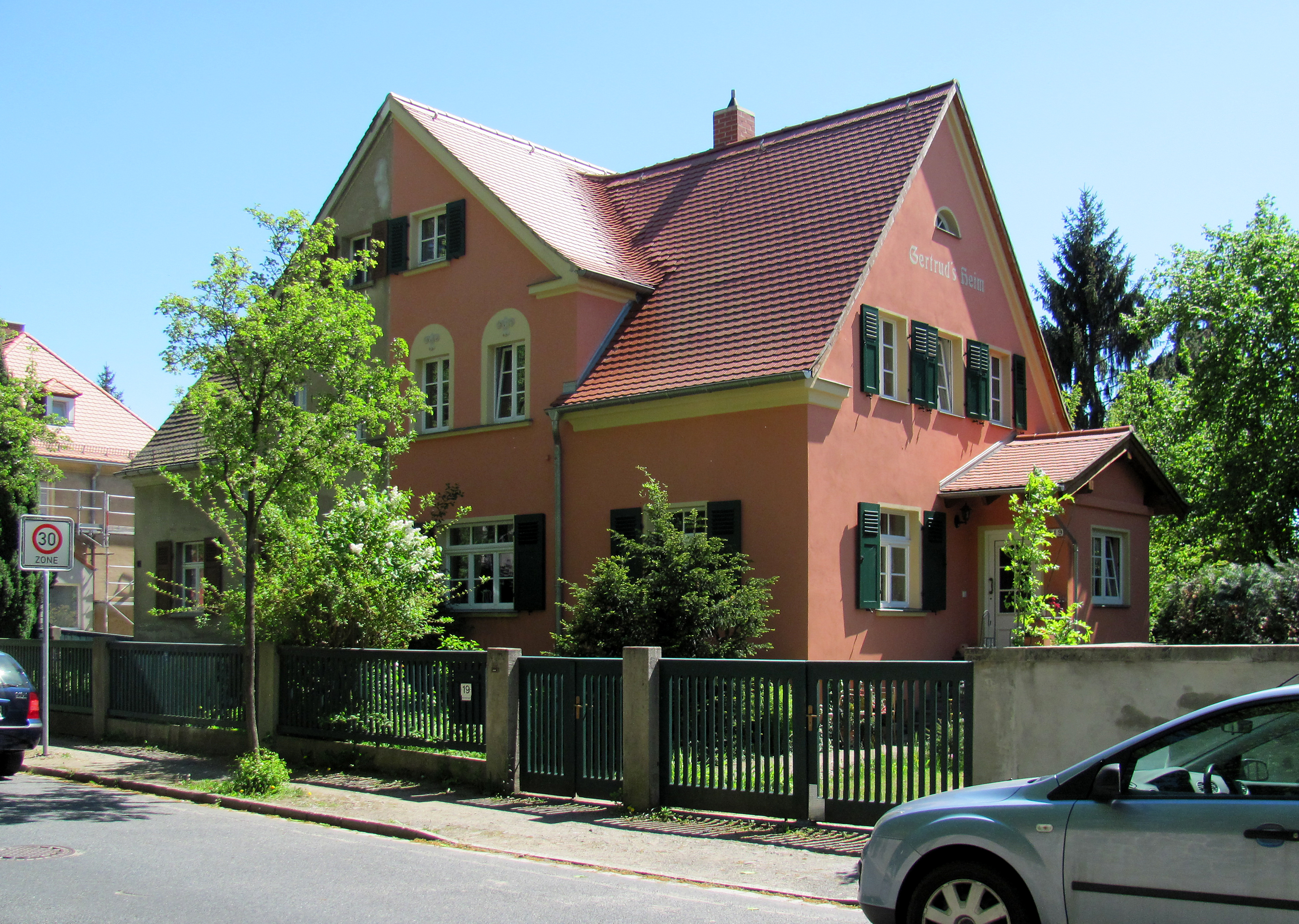
Einfamilien-Doppelhaus Goethestraße 19/21

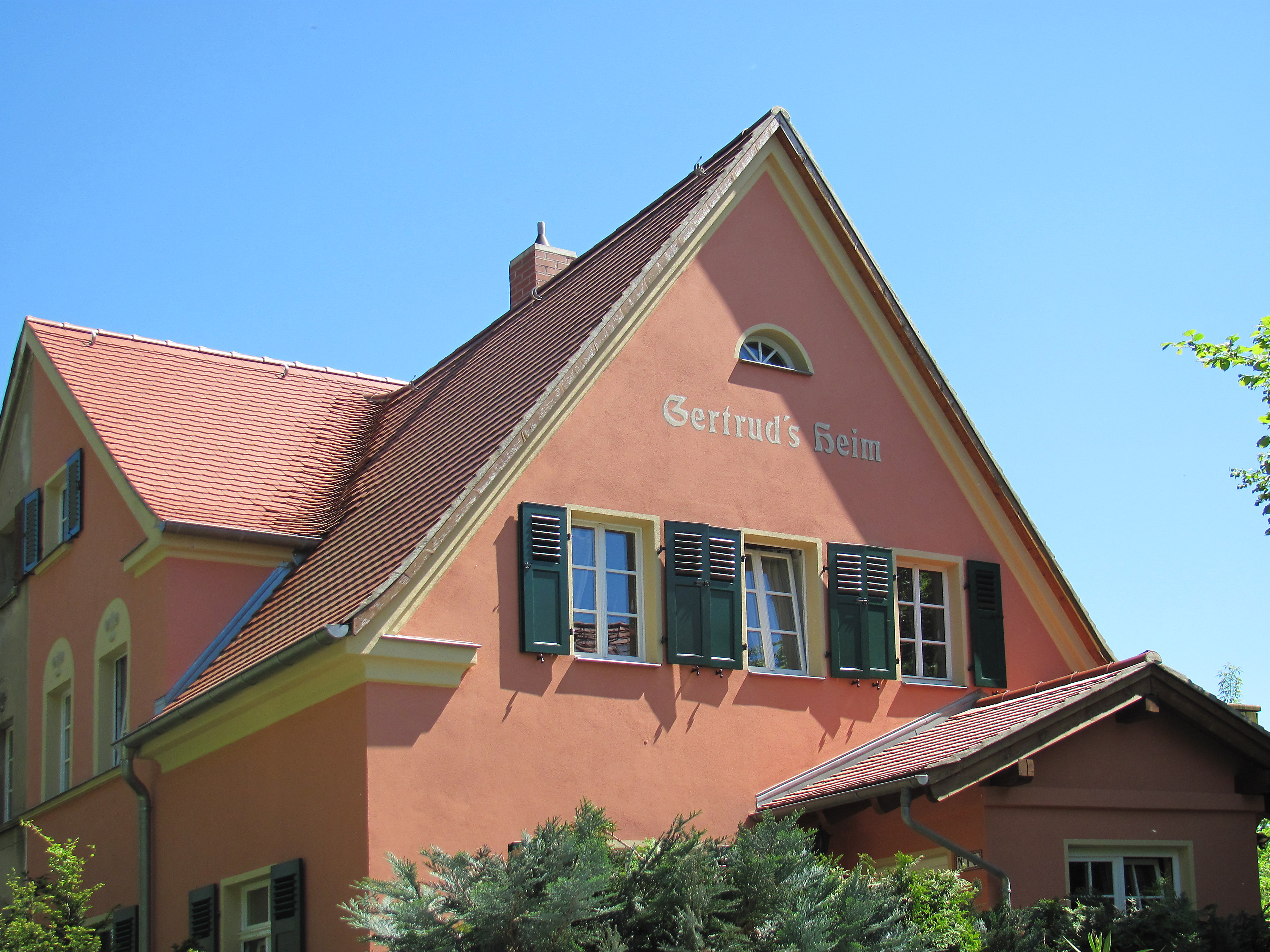
Inschrift Gertrud′s Heim

## Beschreibung
Das eingeschossige, auf der Südseite der Straße liegende Wohnhaus hat eine mittensymmetrische Fassade mit einem vierachsigen hohen Zwerchhaus, dazu ein traufständiges, ziegelgedecktes Satteldach, dessen Giebel auf Giebelschultern aufsitzen. In den Seitenansichten befinden sich Eingangsvorbauten.
Im Giebel der rechten, westlichen Seite (Goethestraße 19) befindet sich der Häusername Gertrud′s Heim. Die ursprünglich in plastischer Stuckschrift verfasste Inschrift erinnerte an die Ehefrau des Bauherrn Max Müller. Da die Westfassade auch die Wetterseite war, bröckelte die Schrift im Laufe der Zeit. Die Reste der Schrift konnten bei der Sanierung 2008 nicht erhalten werden, sie wurden jedoch von einem Maler „mit geringen Retuschen und angedeutetem Schatten“ wiederhergestellt.
Der Putzbau wird durch bescheidene Stuckornamente in den Rundbogenblenden der Dachgeschossfenster geschmückt. Die Fenster werden von Klappläden eingerahmt.
Hinter dem Haus liegt ein Garten. Die Einfriedung des Grundstücks besteht aus Holzlattenzaunfeldern mit einem profilierten Abdeckbrett zwischen Pfeilern.